# Tulku Thondup
Pour les articles homonymes, voir Dhondup.
Tulku Thondup (tibétain : སྤྲུལ་སྐུ་དོན་གྲུབ་, Wylie : sprul sku don grub) aussi appelé Tulku Thondup Rinpoché, né à Golok dans l'Amdo (Tibet) le 29 décembre 1937 et mort le 29 décembre 2023 à l’âge de 86 ans à Cambridge (Massachusetts), est un maître de l'école nyingma du bouddhisme tibétain. 

## Biographie
À l'âge de quatre ans, Tulku Thondup est reconnu comme l'incarnation de Lushul Khenpo Könchok Drönme, un des abbés du monastère de Dodrupchen, de l'école nyingma du bouddhisme tibétain. Il quitte Golok, sa ville natale, pour rejoindre le monastère de Dodrupchen, où il étudie et devient vajracharya.
Le 14 janvier 1957, accompagnant le groupe de Dodrupchen Rinpoché, il est contraint de fuir le monastère de Dodrupchen avec son mentor, Kyala Khenpo. Ils rejoignent Lhassa au Tibet central le 7 mars 1957.
Ils se dirigent ensuite vers l'Inde, que Kyala Khenpo Chemchok Thondrup n'atteindra pas, puisqu'il meurt le 2 avril 1957 à Drak Yongdzong dans le comté de Dranang au sud de Lhassa.  
Tulku Thondup s’exile en 1958 en Inde où il enseigne la littérature tibétaine à l'université de Lucknow de 1967 à 1976 et à l'université Visva-Bharati de 1976 à 1980.
En 1980, Tulku Thondup rejoint les États-Unis en tant que chercheur invité de la Harvard Divinity School. Il devient résident permanent et citoyen américain. Tulku Thondup écrit et traduit onze livres sur le bouddhisme tibétain publiés depuis les années 1970 avec son éditeur Harold Talbott de Marion dans le Massachusetts, publiés sous les auspices de la Fondation Buddhayana fondé par Michael Baldwin et Harold Talbott. Certains de ces ouvrages, comme Les Maîtres de la grande perfection , sont devenus des classiques dans les centres de méditation transnationaux du monde entier. L'infini pouvoir de guérison de l'esprit selon le bouddhisme tibétain et Une Source inépuisable de paix et de guérison ont suscité l'attention et des éloges de psychologues occidentaux et de pratiquants du bouddhisme.
Durant de nombreuses années, il consacre ses ressources à la reconstruction du temple principal du monastère de Dodrupchen, détruit à la fin des années 1950.
Tulku Thondup a vécu à Cambridge avec son épouse Lydia Segal.

## Publications
- La puissance de l'amour inconditionnel: Une méditation pour éveiller le cœur, traduction Vincent Thibault, Le Courrier du livre, 2020,  (ISBN 2702920373)
- L'infini pouvoir de guérison de l'esprit selon le bouddhisme tibétain, préface Daniel Goleman, traduction Christian Bruyat, Courrier du livre, 2015,  (ISBN 2702911579)
- L'État du bonheur véritable : transformer la vie quotidienne en expérience spirituelle, traduction Nathalie Koralnik, Courrier du livre, 2005,  (ISBN 2702904823)
- Une Source inépuisable de paix et de guérison : exercices de médiation pour éveiller l'esprit et guérir le corps, traduction Nathalie Koralnik, Courrier du livre, 2002,  (ISBN 2702904238)
- Les Trésors cachés du Tibet - La tradition Terma de l'école Nyingmapa du bouddhisme tibétain, traduction  Virginie Rouanet et Philippe Cornu, Guy Trédaniel éditions, 2000,  (ISBN 2844451993)
- Les Maîtres de la Grande Perfection : La Lignée du longchen nyingthig du bouddhisme tibétain, traduction Nathalie Koralnik, Courrier du livre, 2000,  (ISBN 2702904114)
- Vivre éveillé : enseignements de maîtres bouddhistes tibétains, André Beaudoin, Pierre Orgyen Gawa Paljor Cardinal, O-rgyan-ʼjigs-med-chos-kyi-dbaṅ-po, Éditions Ganesha, Montréal, 2009,  (ISBN 9782891450683 et 289145068X)
- Longchenpa : anthologie du dzogchen : écrits sur la grande perfection, Kloṅ-chen-pa Dri-med-ʼod-zer, Serge Zaludkowski, Éditeur: Almora, Paris, 2015,  (ISBN 9782351182451 et 2351182456)